# 東京さぬき倶楽部

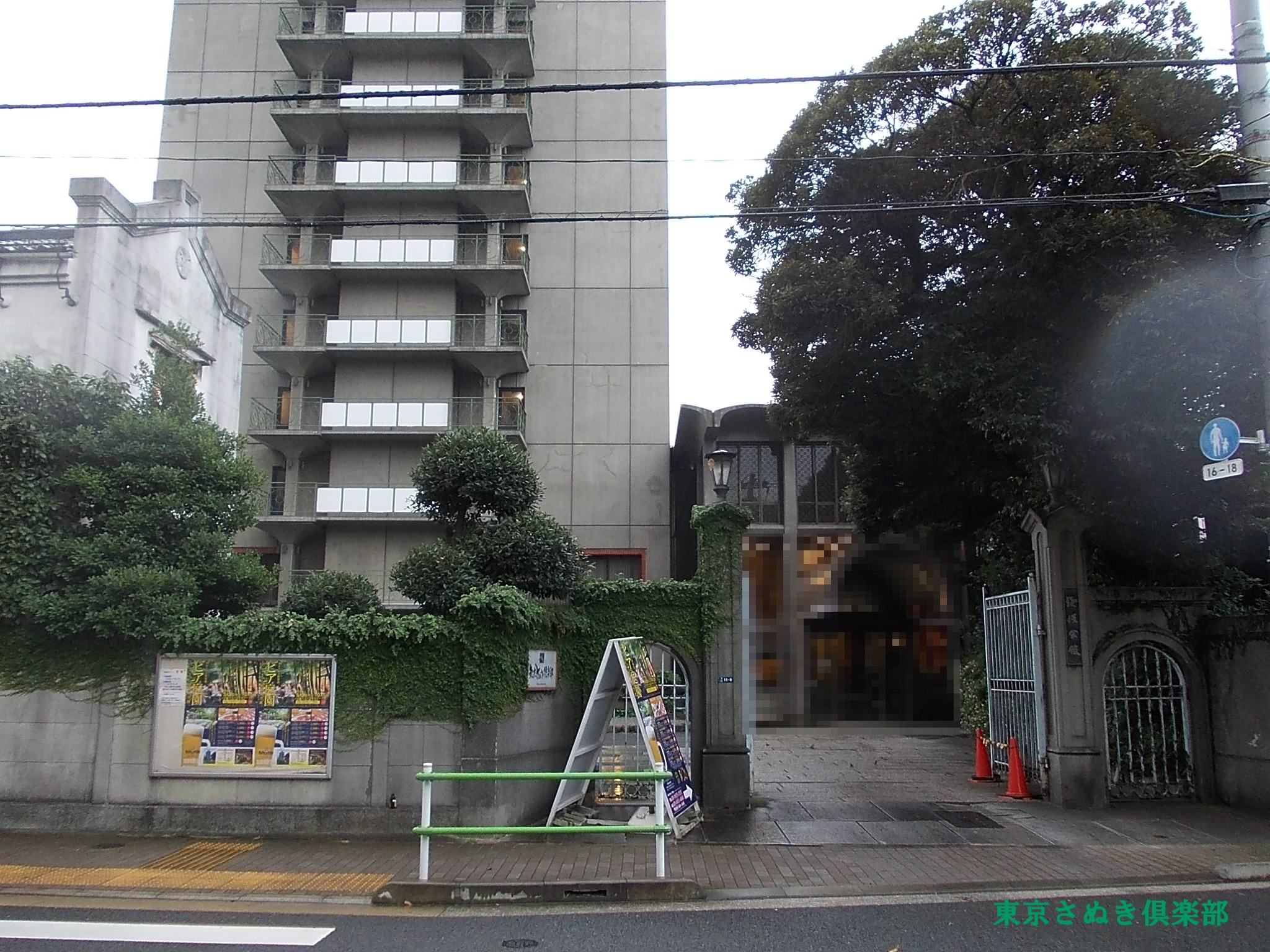
東京さぬき倶楽部正面玄関

東京さぬき倶楽部（とうきょうさぬきクラブ）は、東京都港区三田1丁目にかつて存在した宿泊施設である。旧名：讃岐会館。2020年4月末をもって閉館した。

## 設立の目的

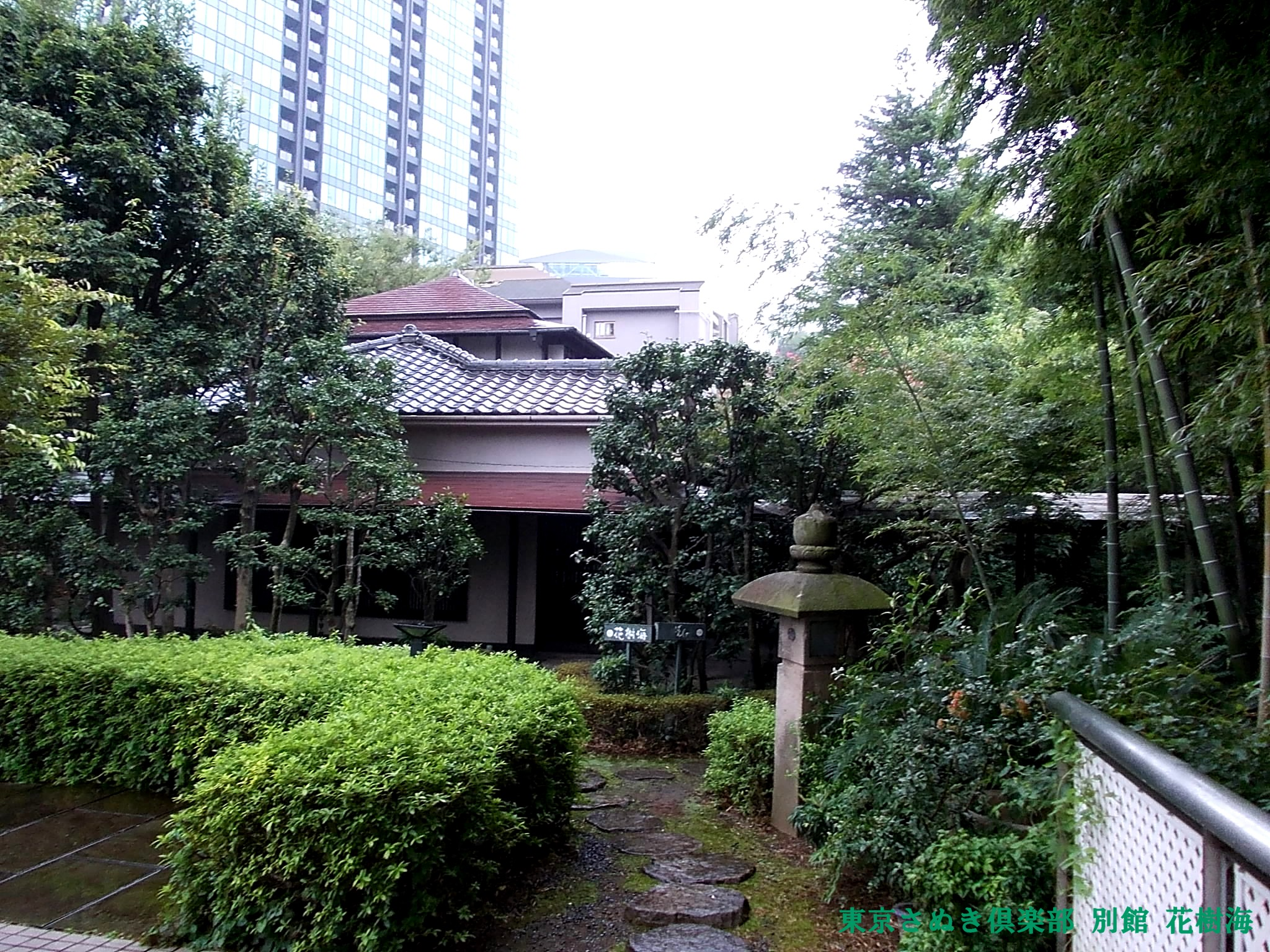
東京さぬき倶楽部 別館 花樹海

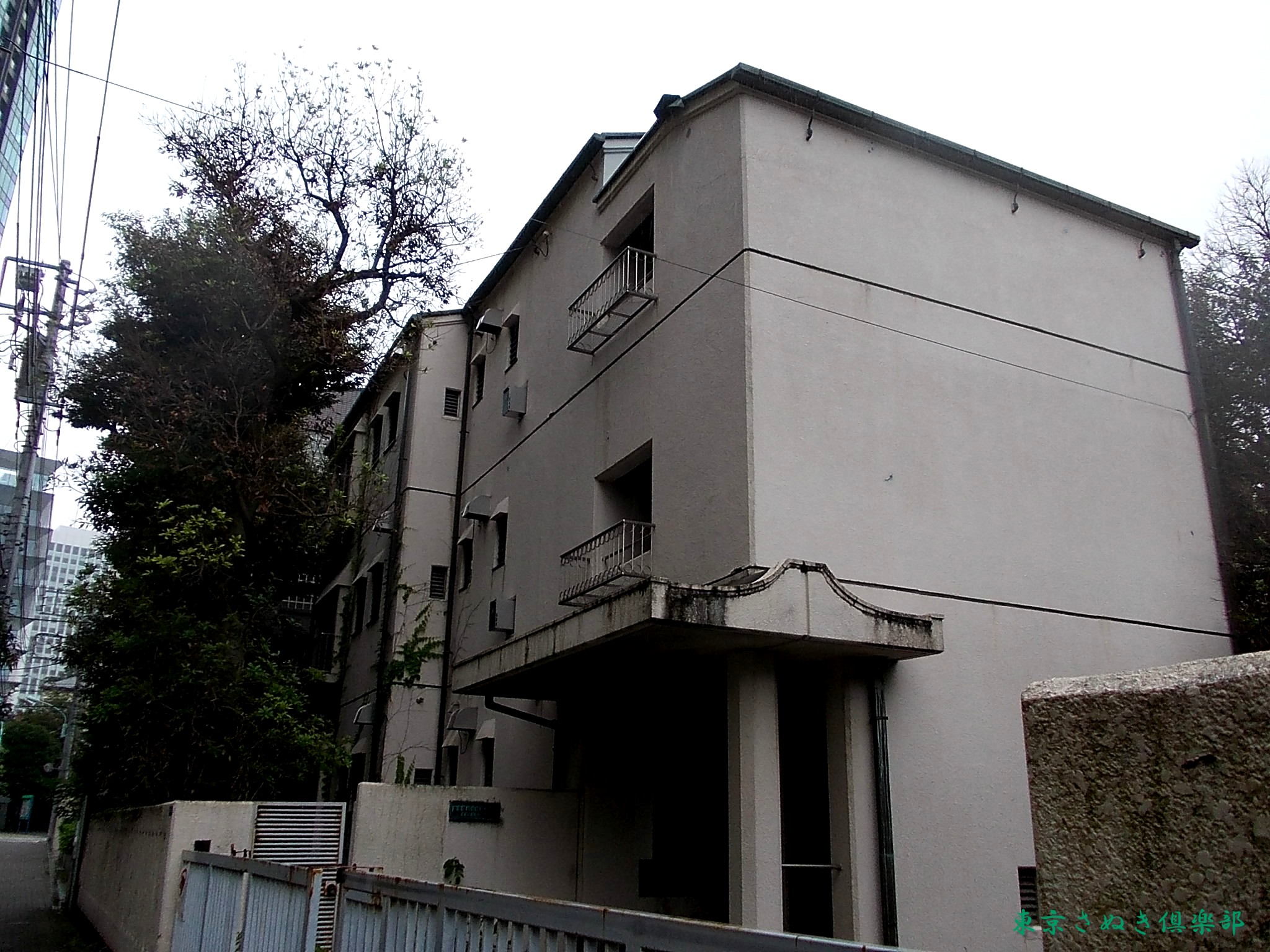
東京さぬき倶楽部職員住宅

香川県が県民の拠点にという意図で香川県生協によって建てられた宿泊施設（讃岐会館）であったが、香川県人会に経営を譲渡され「東京さぬき倶楽部」に改名された。運営は旅館「喜代美山荘 花樹海」（香川県高松市）を運営する株式会社喜代美山荘に委託されていた。
かつては香川県人会のための社交場的な色彩が強かったが、その後利用は香川県人に限らず他県人にも開かれるようになった。香川県の知名度アップのために“さぬき大使館”にも任命されている。

## 歴史
敷地は、江戸末期には大和郡山藩主であった柳沢家（柳沢保申）の屋敷が存在し、明治に入り元摂津尼崎藩主の子爵桜井家、農務省総務長官の藤田四郎本邸などの所有を経た後、1951年に香川県が購入している。現在、資産管理は香川県東京事務所が担当している。
老朽化や耐震構造の問題を抱える中、一帯を含む三田小山町の再開発計画を受け閉館が決まった。東京オリンピックのゲストをもてなした後の2020年8月末での閉館が予定していたが、新型コロナウイルス感染症の感染拡大による利用者の減少を受け、当初の予定を前倒し2020年4月30日をもって閉館した。

## 建築物
RC建築12階建ての本館と木造建ての別館が2棟存在する。本館は設計が大江宏によるもので、1972年に建てられたものである。2003年に大規模改築が行われた。別館は明治時代に作られた木造建築であり、「真珠王」御木本幸吉の別邸であり、かつては「紅梅屋敷」と呼ばれていた。都内の一等地にあるが香川県所有地であり、敷地内には職員住宅が併設されている。

## 宿泊施設
客室75室、宿泊収容人員129名